# Médaille Srinivasa Ramanujan
La Médaille Srinivasa Ramanujan, nommée d'après le mathématicien indien Srinivasa Ramanujan, est une médaille attribuée par l'Académie indienne des sciences pour honorer des travaux dans les sciences mathématiques. 

## Lauréats
Parmi les récipiendaires, il y a notamment :
- 2019 K. B. Sinha
- 2016 Tyakal Nanjundiah Venkataramana (en)
- 2013 K. R. Parthasarathy
- 2010 Shrikrishna Gopalrao Dani (en)
- 2008 S. Ramanan (en)[1]
- 2006 R. Parimala
- 2003 C. R. Rao
- 1997 Kanakanahalli Ramachandra
- 1991 M. S. Raghunathan
- 1988 M. S. Narasimhan
- 1985 C. S. Seshadri
- 1982 S. Chowla
- 1979 Ram Prakash Bambah (en)
- 1974 Harish-Chandra
- 1972 G. N. Ramachandran
- 1968 P. C. Mahalanobis
- 1966 K. Chandrasekharan
- 1964 Benjamin Peary Pal (en)
- 1962 S. Chandrasekhar